# Bas Dost
Bas Dost (* 31. Mai 1989 in Deventer) ist ein ehemaliger niederländischer Fußballspieler. Der Stürmer und ehemalige A-Nationalspieler stand zuletzt bei NEC Nijmegen unter Vertrag.

## Karriere

### Vereine
Dost begann mit fünf Jahren mit dem Fußballspielen bei CVV Germanicus Coevorden und wechselte mit zwölf Jahren in die Jugendabteilung des FC Emmen.
2007 wurde er in die Profimannschaft des FC Emmen aufgenommen und erzielte in seiner ersten Profisaison in der zweitklassigen Eerste Divisie in 23 Ligaspielen 6 Tore. Er wechselte nach der Saison zum Erstligisten Heracles Almelo in die Eredivisie. Dort traf er 17-mal in 61 Ligaspielen. Mit Almelo belegte er in der Saison 2009/10 den sechsten Platz. 2010 wechselte er innerhalb der Liga zum SC Heerenveen. Er erzielte dort in seiner ersten Saison 13 Tore in 32 Spielen. Hinzu kam ein weiteres Tor bei zwei Spielen im KNVB-Pokal. In der Saison 2011/12 erzielte er im Spiel bei Excelsior Rotterdam im Dezember 2011 alle Tore zum 5:0-Auswärtssieg. In dieser Saison traf Dost in 34 Eredivisie-Einsätzen 32-mal und wurde Torschützenkönig. Zudem traf er sechsmal in fünf Pokalspielen für Heerenveen.
Zur Spielzeit 2012/13 wechselte Dost zum VfL Wolfsburg mit einer Vertragslaufzeit bis zum 30. Juni 2017. Am 25. August 2012 erzielte er bei seinem Bundesligadebüt den Siegtreffer zum 1:0-Sieg in der 90. Minute im Auswärtsspiel gegen den VfB Stuttgart. Beim 4:1-Sieg gegen Fortuna Düsseldorf am 9. Spieltag markierte er erstmals zwei Tore in einem Bundesligaspiel; am 14. Februar 2015 erzielte er beim 5:4-Sieg bei Bayer 04 Leverkusen vier Tore. Mit den Wolfsburgern gewann er am Saisonende den DFB-Pokal und wurde Vizemeister. Im Januar 2016 erlitt Dost im Training einen Mittelfußbruch.
Am 28. August 2016 verpflichtete ihn der portugiesische Erstligist Sporting Lissabon. In der Saison 2016/17 wurde Dost Torschützenkönig der Primeira Liga mit 34 Toren in 31 Spielen. Im Januar 2018 gewann er mit dem Team den Ligapokal. In der Saison 2017/18 wurde er mit 27 Toren in 30 Einsätzen Zweiter der Torschützenliste. Nachdem Sporting Lissabon im Mai 2018 die Qualifikation für die Champions League verpasst hatte, wurde das Trainingsgelände und die Umkleidekabine des Klubs von gewalttätigen Anhängern gestürmt, wobei Dost eine Kopfverletzung erlitt. Daraufhin kündigte Dost – neben Trainer Jorge Jesus, Bruno Fernandes, Gelson Martins, Rui Patrício, Daniel Podence und William Carvalho – seinen Vertrag zum Saisonende, da „gültige Motive“ für eine einseitige Vertragsauflösung vorlägen. Am 21. Juli 2018 unterschrieb Dost einen neuen Vertrag mit einer Laufzeit bis zum 30. Juni 2021. In der Saison 2018/19 erzielte Dost in 22 Einsätzen 15 Tore.
Ende August 2019 kehrte Dost für eine Ablösesumme in Höhe von sieben Millionen Euro, die sich um 500.000 Euro erhöhen kann, in die Bundesliga zurück und unterschrieb bei Eintracht Frankfurt einen bis zum 30. Juni 2022 gültigen Vertrag.
Zum Winter-Transferfenster 2020/21 wechselte Dost zum belgischen Erstdivisionär FC Brügge, bei dem er einen Vertrag bis Sommer 2021 unterschrieb. In der restlichen Saison 2020/21 bestritt er 19 von 21 möglichen Ligaspielen für den FC Brügge, in denen er neun Tore schoss, sowie ein Pokalspiel mit einem Tor und zwei Europa-League-Spiele. Die Saison endete mit der belgischen Meisterschaft für den FC Brügge.
In der Saison 2021/22 stand Dost bei 26 von 40 möglichen Ligaspielen für Brügge auf dem Platz, bei denen er 12 Tore schoss, sowie bei fünf Pokalspielen mit zwei Toren, drei Champions-League-Spielen sowie beim gewonnenen Supercup-Spiel. Erneut wurde er mit dem FC Brügge belgischer Meister.
Im Sommer 2022 kehrte Dost in die Eredivisie zurück und schloss sich dem FC Utrecht an. Er unterschrieb dort einen Einjahresvertrag. Im August 2023 folgte ein weiterer Wechsel zur NEC Nijmegen.
Am 29. Oktober 2023 brach Bas Dost im Spiel gegen AZ Alkmaar zusammen und musste noch auf dem Platz wiederbelebt werden. Im Nachhinein wurde eine Herzmuskelentzündung als Ursache festgestellt und Dost ein Defibrillator implantiert.

### Nationalmannschaft

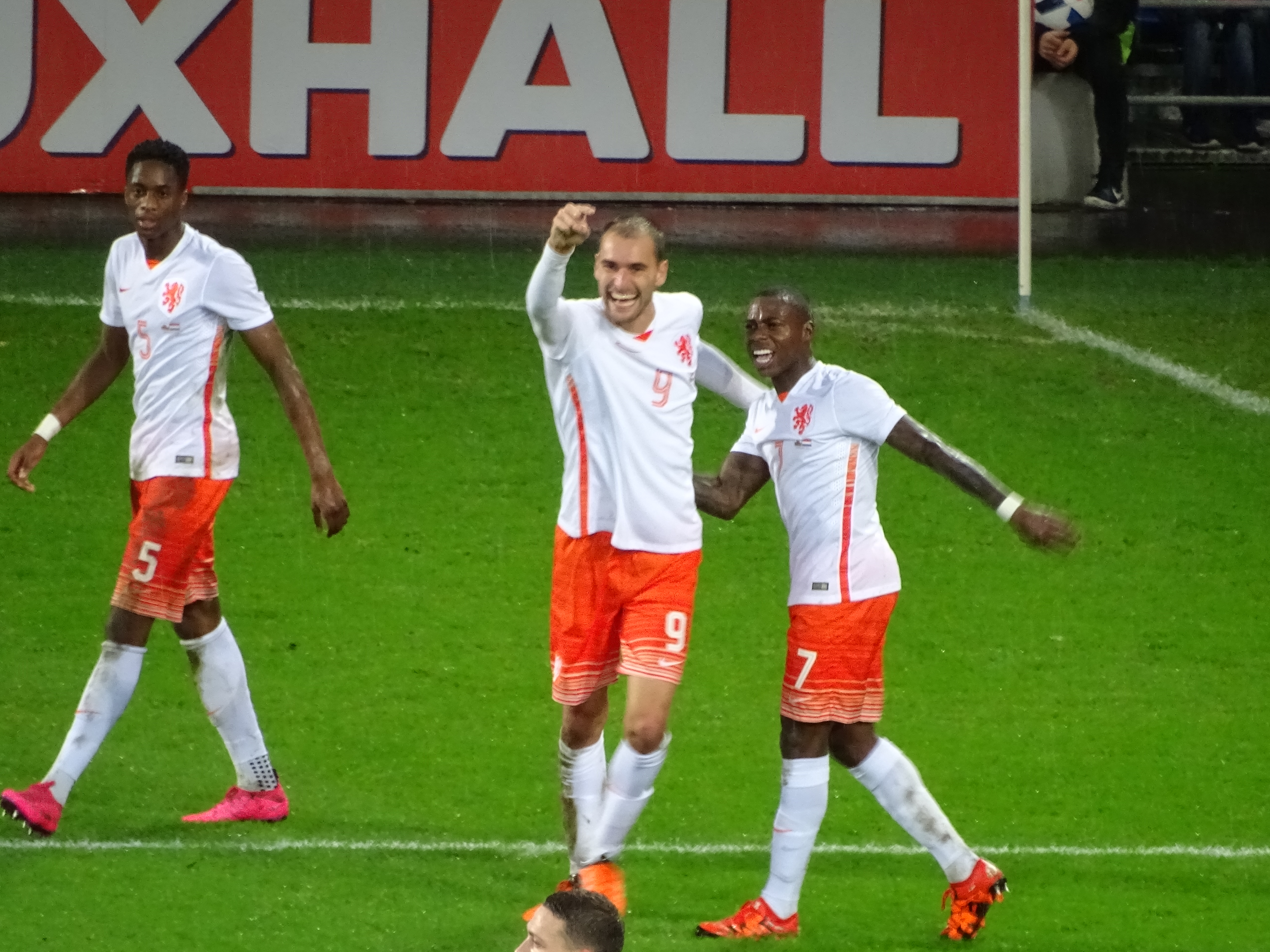
Dost (mittig) nach seinem Tor im Länderspiel gegen Wales (2015)

Dost wurde 2009 für die niederländische U20-Nationalmannschaft nominiert und kam dort am 3. Juni 2009 gegen Argentinien erstmals zum Einsatz. Insgesamt spielte er viermal für die U20-Mannschaft. Für die U21-Nationalmannschaft debütierte er am 13. November 2009 beim 3:0-Sieg gegen Liechtenstein. Dost erzielte in zehn Spielen fünf Tore. Sein A-Länderspieldebüt bestritt er am 28. März 2015 in Amsterdam beim 1:1 im EM-Qualifikationsspiel gegen die Auswahl der Türkei. Sein einziges Länderspieltor erzielte er am 13. November 2015 beim 3:2-Sieg im Testspiel gegen Wales. Im April 2018 gab Dost nach 18 Einsätzen seinen Rücktritt aus der „Elftal“ bekannt.

## Erfolge
VfL Wolfsburg
- DFB-Pokal-Sieger: 2015
- Deutscher Vizemeister: 2015
- DFL-Supercup-Sieger: 2015

Sporting Lissabon
- Portugiesischer Pokalsieger: 2019
- Portugiesischer Ligapokalsieger: 2018, 2019

FC Brügge
- Belgischer Meister: 2020/21, 2021/22
- Belgischer Supercupsieger: 2021

Persönliche Auszeichnungen
- Torschützenkönig der Eredivisie: 2012 (32 Tore)
- Torschützenkönig des KNVB-Pokals: 2012 (6 Tore)
- Torschützenkönig der Primeira Liga: 2017 (34 Tore)

## Persönliches
Dost ist seit Juli 2018 Vater eines Sohnes.